# فريدريش ميث
فريدريش ميث (4 يونيو 1888 - 2 سبتمبر 1944) جنرالًا ألمانيًا خلال الحرب العالمية الثانية. في عام 1942 ، قاد مجموعة جيوش المنطقة الخلفية الجنوبية.  قُتل ميث في الخدمة في 2 سبتمبر 1944 في إياسي، رومانيا.

## الجوائز والأوسمة
- الصليب الحديدي (1914) الدرجة الثانية (17 سبتمبر 1914) والدرجة الأولى (11 مارس 1915) [2]
- مشبك الصليب الحديدي (1939) الدرجة الثانية (29 أكتوبر 1939) والدرجة الأولى (4 فبراير 1940)
- الصليب الألماني في الذهب في 26 ديسمبر 1941 بصفته جينيرال لوتنانت وقائد الـ 112. فرقة المشاة [3]
- وسام الفارس الصليبي الح بأوراق البلوط
  - وسام الفارس في 2 نوفمبر 1943 كجنرال دير إنفانتري وقائد الرابع. ارميكوربس [4]
  - باوراق البلوط في 1 مارس 1944 بصفته الجنرال دير إنفانتري وقائد الرابع. ارميكوربس [5]

### اقتباسات
1. ↑  Pohl 2008.
2. ↑  Thomas 1998, p. 83.
3. ↑  Patzwall & Scherzer 2001, p. 311.
4. ↑  Fellgiebel 2000, p. 255.
5. ↑  Fellgiebel 2000, p. 68.

### قائمة المراجع
- Fellgiebel, Walther-Peer (2000) [1986]. Die Träger des Ritterkreuzes des Eisernen Kreuzes 1939–1945 — Die Inhaber der höchsten Auszeichnung des Zweiten Weltkrieges aller Wehrmachtteile [The Bearers of the Knight's Cross of the Iron Cross 1939–1945 — The Owners of the Highest Award of the Second World War of all Wehrmacht Branches] (بالألمانية). Friedberg, Germany: Podzun-Pallas. ISBN:978-3-7909-0284-6.
- Patzwall, Klaus D.; Scherzer, Veit (2001). Das Deutsche Kreuz 1941 – 1945 Geschichte und Inhaber Band II [The German Cross 1941 – 1945 History and Recipients Volume 2] (بالألمانية). Norderstedt, Germany: Verlag Klaus D. Patzwall. ISBN:978-3-931533-45-8.
- Pohl، Dieter (2008). Die Herrschaft der Wehrmacht: Deutsche Militärbesatzung und einheimische Bevölkerung in der Sowjetunion 1941–1944. Oldenbourg Wissenschaftsverlag. ISBN:978-3486580655.
- Thomas, Franz (1998). Die Eichenlaubträger 1939–1945 Band 2: L–Z [The Oak Leaves Bearers 1939–1945 Volume 2: L–Z] (بالألمانية). Osnabrück, Germany: Biblio-Verlag. ISBN:978-3-7648-2300-9.

| مناصب عسكرية    | مناصب عسكرية                | مناصب عسكرية    |
| --------------- | --------------------------- | --------------- |
| سبقه {{{سبقه}}} | {{{العنوان}}} {{{الأعوام}}} | تبعه {{{تبعه}}} |
| سبقه {{{سبقه}}} | {{{العنوان}}} {{{الأعوام}}} | تبعه {{{تبعه}}} |
| سبقه {{{سبقه}}} | {{{العنوان}}} {{{الأعوام}}} | تبعه {{{تبعه}}} |
| سبقه {{{سبقه}}} | {{{العنوان}}} {{{الأعوام}}} | تبعه {{{تبعه}}} |
| سبقه {{{سبقه}}} | {{{العنوان}}} {{{الأعوام}}} | تبعه {{{تبعه}}} |